# Armour of God – Chinese Zodiac
Armour of God – Chinese Zodiac (Originaltitel chinesisch 十二生肖, Pinyin Shí’èr shēngxiào, Jyutping Sap6ji6 sang1ciu3 – „die zwölf chinesische Tierkreiszeichen“) ist eine Actionkomödie von Jackie Chan, der auch die Hauptrolle spielt. Der Film wurde 2012 veröffentlicht und ist nach Der rechte Arm der Götter (1986) und Mission Adler – Der starke Arm der Götter (1991) der dritte Teil der Armour-of-God-Reihe.

## Handlung
Vor langer Zeit standen im „Alten Sommerpalast“ 12 Bronzestatuen in Form der chinesischen Tierkreiszeichen. Im zweiten Opiumkrieg wird der Palast zerstört und die Statuen werden geraubt.
In der heutigen Zeit ist „J.C.“ mit seiner Bande von Dieben und Fälschern auf der Suche nach Kunstschätzen, darunter auch die Bronzestatuen. In Frankreich dringt er in das Anwesen von Catherine de Sichel ein, deren Urgroßvater im Opiumkrieg mehrere Schätze geraubt hat, aber mit seinem Schiff nie wieder in der Heimat ankam. „J.C.“ und sein Team können das Wrack seines Schiffs im Dschungel aufspüren und können so auch zwei der geraubten Bronzestatuen bergen.
Lawrence Morgan, Chef der Auktionsfirma „MP“, lässt Kunstschätze aus vielen Kulturen und Epochen fälschen, um diese dann bei seinen Auktionen zu verkaufen. Er zieht die letzte noch nicht versteigerte Bronzestatue, einen Drachenkopf, aus der Auktion zurück und will den Kopf zerstören, indem dieser durch Fallschirmspringer in einen Vulkan geworfen wird. „J.C.“ kann dies verhindern, wird dabei aber verletzt.

## Produktion

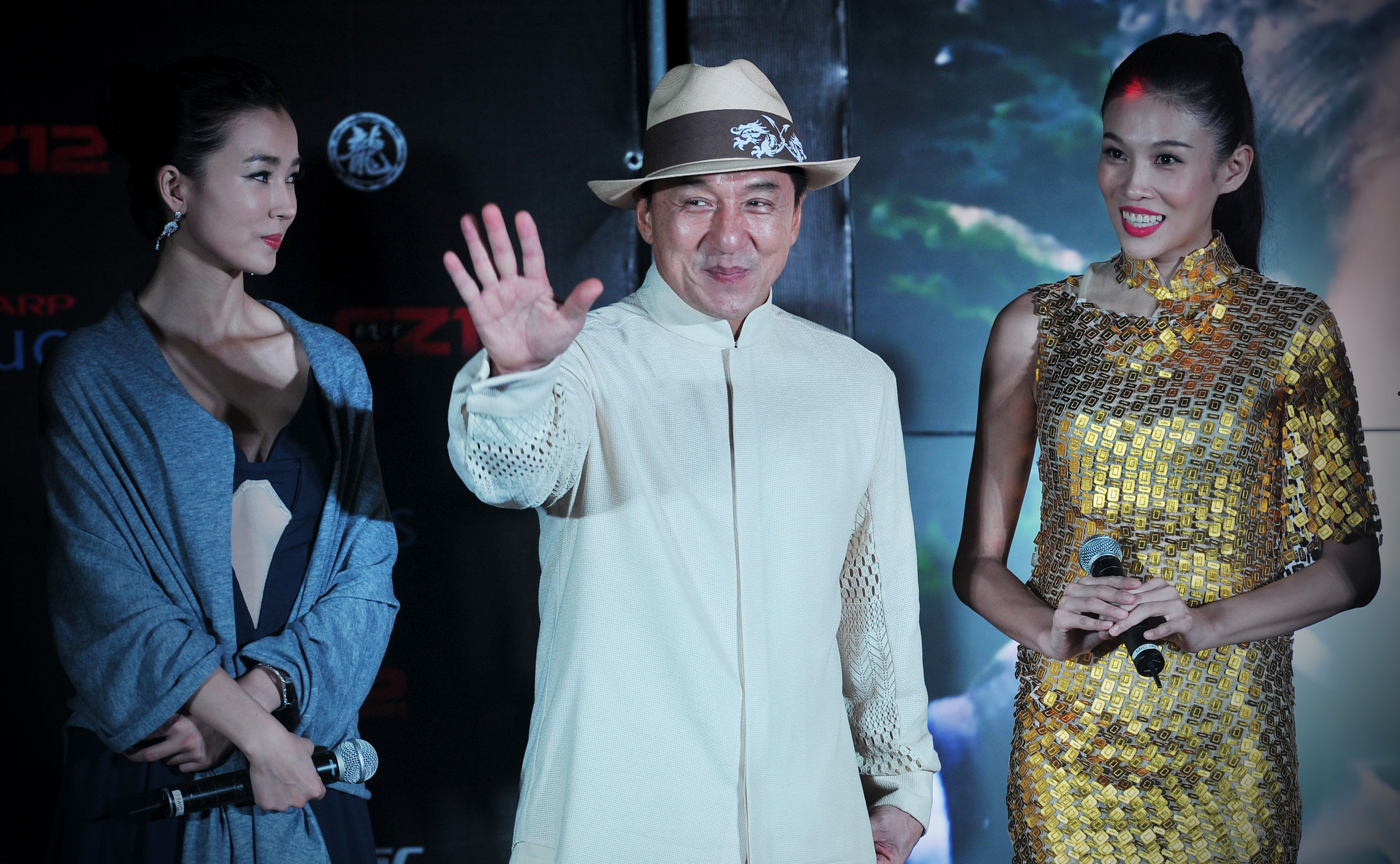
Jackie Chan mit Lanxin Zhang und Xingtong Yao bei einer Pressekonferenz zum Film in Kuala Lumpur (2012).

Gedreht wurde der Film im lettischen Jelgava, in Frankreich, China (Hongkong), Taiwan und Vanuatu. Die Dreharbeiten begannen am 5. Juni 2011 und dauerten bis zum 8. Mai 2012.
Beim Hong Kong International Film Festival erfolgte am 12. Dezember 2012 die Premiere des Films. Etwas eine Woche später startete der Film in mehreren asiatischen Ländern, darunter China, Malaysia und Singapur. In den USA startete der Film im Oktober 2013, in Deutschland wurde er im Januar 2014 direkt auf dem Heimkinomarkt veröffentlicht.

## Rezeption
Auszeichnungen
Armour of God – Chinese Zodiac wurde 2013 in mehreren Kategorien bei den Hong Kong Film Awards nominiert und gewann schließlich in der Kategorie „beste Actionchoreografie“ einen Preis. In dieser Kategorie gewann der Film auch eine Auszeichnung beim Golden Horse Film Festival. Jackie Chan erreichte mit diesem Film zwei Guinness-Weltrekorde: Er wird im Abspann des Films 15 mal genannt und löste damit Robert Rodriguez (11 Nennungen) ab. Außerdem führte Chan die meisten Stunts eines „lebenden Schauspielers“ durch.
Einspielergebnis
Der Film spielte weltweit etwa 171,3 Millionen Dollar ein. Davon stammen alleine 137 Millionen Dollar aus China.
Kritiken
Rotten Tomatoes zählte bei 8 ausgewerteten Kritiken nur zwei positive. Metacritic verzeichnete einen Score von 29.
Die Filmzeitschrift Cinema kritisierte, dass der Film gefallen wolle, am Ende aber die zündenden Ideen fehlen und erst am Ende wieder Auftrieb gewinnen würde. Der Filmdienst urteilte, dass Jackie Chans Kampfkünste in diesem aufwändigen und actionbetonten Film massiv durch digitale Effekte und spektakuläre Schauplätze aufgeputscht werden.

## Synchronisation
Die deutschsprachige Synchronisation entstand bei der Splendid Synchron in Köln nach einem Dialogbuch von Luise Charlotte Brings, die auch die Dialogregie übernahm.
| Darsteller/in         | Deutsche Synchronstimme | Rolle               |
| --------------------- | ----------------------- | ------------------- |
| Jackie Chan           | Stefan Gossler          | Asian Hawk / J.C.   |
| Lanxin Zhang          | Milena Karas            | Bonnie              |
| Laura Weissbecker     | Demet Fey               | Catherine de Sichel |
| Xingtong Yao          | Katrin Heß              | Coco                |
| Liao Fan              | Daniel Sellier          | David               |
| Jonathan Yat-Sing Lee | Stephan Schleberger     | Jonathan            |
| Caitlin Dechelle      | Nele Kiper              | Katie               |
| Oliver Platt          | Martin L. Schäfer       | Lawrence Morgan     |
| Marc Canonizado       | Stefan Naas             | Marc                |
| Vincent Sze           | Simon Roden             | Michael Morgan      |
| Rosario Amedeo        | Philipp Schepmann       | Pierre              |
| Ken Lo                | Michael-Che Koch        | Pirat               |
| Qingxiang Wang        | Gregor Höppner          | Professor Guan      |
| Kwon Sang-woo         | Heiko Obermöller        | Simon               |
| John Paisley          | Ernst-August Schepmann  | Sir Charlton        |
| Alaa Safi             | Arne Obermeyer          | Vulture             |
| Bo-Lin Chen           | Philipp Danne           | Wu Qing             |